# Tlustice
Tlustice – wieś i gmina w Czechach, w powiecie Beroun, w kraju środkowoczeskim. Według danych z dnia 1 stycznia 2013 liczyła 928 mieszkańców.